# Pteropus griseus
La volpe volante grigia (Pteropus griseus Geoffroy, 1810) è un pipistrello appartenente alla famiglia degli Pteropodidi, endemico delle Isole della Sonda orientali, di alcune isole a sud di Sulawesi e delle Isole Banda.

## Descrizione

### Dimensioni
Pipistrello di medie dimensioni, con la lunghezza della testa e del corpo tra 165 e 185 mm, la lunghezza dell'avambraccio tra 113,1 e 129,9 mm, la lunghezza delle orecchie tra 23 e 27 mm, un'apertura alare fino a 89,9 cm e un peso fino a 296 g.

### Aspetto
La pelliccia è corta, liscia e setosa, più ruvida, eretta e lanosa sulle spalle. Le parti dorsali variano dal grigio al marrone scuro, mentre le parti ventrali dal marrone al marrone scuro. Le spalle sono sempre più chiare e variano dal giallo-brunastro al color cannella. Sono presenti delle fasi più chiare, in P.g. griseus gli individui più chiari sono bianco-grigiastri. Il muso è lungo ed affusolato, gli occhi sono grandi. Le orecchie sono di dimensioni normali, con una concavità sul bordo posteriore appena sotto l'estremità arrotondata. La tibia è priva di peli. È privo di coda, mentre l'uropatagio è ridotto ad una sottile membrana lungo la parte interna degli arti inferiori. Ha un caratteristico odore di muffa, particolarmente intenso sulle spalle.

## Biologia

### Comportamento
Si rifugia tra le fronde di palme del genere Corypha e Borassus solitariamente o in piccoli gruppi.

### Alimentazione
Si nutre di frutti delle specie native di Ficus e Muntingia oltre a parti non identificate di Borassus.

### Riproduzione
Maschi sessualmente attivi sono stati osservati nei mesi di marzo e aprile sull'isola di Timor.

## Distribuzione e habitat
Questa specie è diffusa nelle Isole della Sonda orientali, in alcune isole a sud di Sulawesi e nelle Isole Banda.
Vive nelle foreste costiere.

## Tassonomia
In accordo alla suddivisione del genere Pteropus effettuata da Andersen, P. griseus è stato inserito nello  P. hypomelanus species Group, insieme a P. hypomelanus stesso, P. howensis, P. faunulus, P. admiralitatum, P. ornatus, P. dasymallus, P. speciosus, P. brunneus e P. subniger. Tale appartenenza si basa sulle caratteristiche di avere il cranio tipicamente pteropino e sulla presenza di un ripiano basale nei premolari.
Sono state riconosciute due sottospecie:
- P.g. griseus: Selayar, Bonerate, Dyampea, Peleng, Mantalu Daka, al largo delle coste centro orientali di Sulawesi, Pulau Sailus Kecil, Roti, Wetar, Semau, Timor e Babar. Probabilmente è presente anche sulle isole di Flores e di Alor;
- P.g. pallidus (Temminck, 1825): Isole Banda: Banda Neira, Pulau Ai.

Pteropus mimus (Andersen, 1908) è stato descritto in base a tre esemplari catturati sull'isola di Luzon, nelle Filippine, e a Makassar, sull'isola di Sulawesi. Probabilmente si trattano di individui immaturi di P. hypomelanus, poiché lo stesso Andersen ha identificato con questa specie individui catturati sempre a Sulawesi dal Dottor Sarasin e precedentemente attribuiti a Pteropus mimus.
Altre specie simpatriche dello stesso genere: P. alecto, P. vampyrus, P. melanopogon, P. lombocensis, P. pumilus e P. hypomelanus.

## Conservazione
La IUCN Red List, poiché non ci sono informazioni recenti sullo stato della popolazione, sulle minacce e sul proprio habitat, classifica P. griseus come specie con dati insufficienti (DD).